# 長青醫院
長青醫院，為臺灣新北市淡水區小坪頂山上的一家私立醫院，主要提供一般病變，與精神障礙諮詢。
全院佔地三千六百坪，擁兩棟大樓，共計九個病房。
於民74年，(1985年)，由靜安、養和、占亮三家私立精神醫院合併而成。目前為關渡至淡水間的主要負責醫院之一。
目前本醫院現已停止營運。

## 外部連結
- 長青醫院 （页面存档备份，存于）（中文）